# Eduardo Gudin

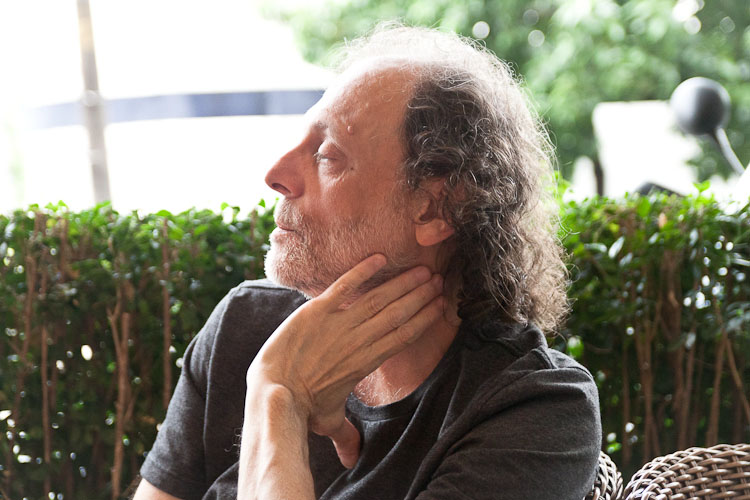
Eduardo Gudin

Eduardo dos Santos Gudin (São Paulo, 14 de outubro de 1950) é um compositor, instrumentista (violonista), arranjador, produtor musical e professor brasileiro.
Tem mais de trezentas canções, gravadas por vários intérpretes.
Foi casado com a cantora Vânia Bastos.

## Biografia e carreira
O início de sua carreira se deu aos 16 anos, em 1966, quando foi convidado por Elis Regina para se apresentar no extinto O Fino da Bossa, musical da TV Record.
Dois anos depois, classificou "Choro do Amor Vivido" (em parceria com Walter de Carvalho e interpretada por Os Três Morais e arranjo de Hermeto Pascoal) para o Festival de Música Popular Brasileira, da mesma emissora, no qual se apresentaram Chico Buarque, Edu Lobo, Caetano Veloso, etc.
Em 1969, chega ao 3º lugar no mesmo festival, com "Gostei de Ver" (parceria com Marco Antônio Ramos), na voz de Márcia e os Originais do Samba. Nesse mesmo ano, "Lá Se Vão Meus Anéis" (com Paulo Cesar Pinheiro e na voz dos Originais do Samba) vence o 4º Festival Universitário da TV Tupi. 
Contratado pela gravadora Odeon, lançou quatro álbuns: “Eduardo Gudin” (1973), com arranjos seus e de José Briamonte e Hermeto Pascoal;  “O importante é que a Nossa Emoção Sobreviva” volumes I (1974) e II (1976), com as canções do espetáculo O Importante É que Nossa Emoção Sobreviva  interpretadas por ele, Márcia e Paulo César no Teatro Oficina, em São Paulo; e o LP “Mãos Vazias” (1975). Em 1978, pela gravadora Continental, lançou “Coração Marginal” e, em 1981, de forma independente, o LP “Fogo Calmo das Velas”. “Ensaio do Dia” (1983) e “Balãozinho” (1986), encerram sua passagem pela gravadora. Na sequência lançou “Eduardo Gudin e Vânia Bastos” (Eldorado - 1989), “Eduardo Gudin e Notícias dum Brasil” (Velas - 1995), “Tudo o que mais nos uniu”, (Velas - 1996), gravado ao vivo ao lado de Paulo César Pinheiro e Márcia, “Pra tirar o chapéu” (RGE - 1998), “Luzes Da Mesma Luz” (Dabliú - 2001), com Fátima Guedes e Orquestra, “Um jeito de fazer Samba” (Dabliú - 2006), “Leila Pinheiro e Eduardo Gudin - Pra Iluminar” (Tacacá Music - 2009), o DVD “Eduardo Gudin e Notícias dum Brasil - 3 Tempos”, (Selo Sesc - 2012), “Eduardo Gudin e Notícias dum Brasil 4” (Dabliú - 2015), finalista na categoria de Melhor Disco de Samba do Grammy Latino de 2015, e “Eduardo Gudin e Léla Simões” (Selo Sesc 2019).
Gudin idealizou e dirigiu o 1º Festival Universitário da TV Cultura, em 1979, que lançou artistas vanguardistas como Arrigo Barnabé e outros.
Em 1985, novo festival, desta vez o Festival dos Festivais (TV Globo), em que "Verde" (com Costa Netto) ficou em 3º e lançou a cantora Leila Pinheiro. Nessa época, compôs com Arrigo Barnabé e Roberto Roberti o tema de abertura de Cidade Oculta, filme de Chico Botelho.
Foi idealizador, juntamente com Arrigo Barnabé, da Orquestra Jazz Sinfônica, da qual foi diretor artístico de 1989 a 1991. Foi também um dos fundadores da ULM – Universidade Livre de Música, onde lecionou no Curso de Composição Popular.
Em 1994 produziu o álbum Beth Carvalho Canta o Samba de São Paulo, Prêmio Sharp de Melhor Disco de Samba. 
Ao longo de sua carreira, idealizou e dirigiu diversos projetos e espetáculos importantes e fez inúmeras parcerias, como com Paulo César Pinheiro, Hermínio Belo de Carvalho, Paulo Vanzolini, Aldir Blanc, Paulinho da Viola, Elton Medeiros, Francis Hime, Sérgio Natureza, Roberto Roberti, Cacaso, Carlos Lyra, Ivan Lins e Guinga, entre outros, além dos já citados.

## Discografia
- Eduardo Gudin (1973)
- O importante é que a nossa emoção sobreviva (1975)
- Mãos vazias (1975)
- O importante é que a nossa emoção sobreviva II (1976)
- Coração Marginal (1978)
- Fogo calmo das velas (1981)
- Ensaio do dia (1984)
- Balãozinho (1986)
- Eduardo Gudin e Vânia Bastos (1989)
- Eduardo Gudin e Notícias dum Brasil (1995)
- Tudo o que mais nos uniu - Eduardo Gudin, Paulo César Pinheiro e Marcia (1996)
- Luzes da mesma luz. Eduardo Gudin e Fátima Guedes (2001)
- Eduardo Gudin & Notícias dum Brasil-Pra tirar o chapéu (1998)
- Eduardo Gudin & Notícias dum Brasil-Um jeito de fazer samba (2006)
- Leila Pinheiro & Eduardo Gudin - Pra iluminar (2009)
- Eduardo Gudin & Notícias dum Brasil - 3 Tempos (DVD - 2012)
- Eduardo Gudin & Notícias dum Brasil - 4 (2015)
- Eduardo Gudin e Léla Simões (2019)